# First Division (Zypern, Frauenfußball)
Die First Division (griechisch Παγκύπριο Πρωτάθλημα Γυναικών; national auch Protathlima Gynaikon) ist die höchste Spielklasse im zyprischen Frauenfußball. Sie wird seit 1999 ausgetragen und vom zyprischen Verband Cyprus Football Association (CFA) ausgerichtet.

## Geschichte
Wie viele Staaten in Europa führte auch die Republik Zypern in Folge des weltweiten Aufschwung des Frauenfußballs vor der Jahrtausendwende eine eigene Frauenfußball-Liga ein. Da der Beschluss mitten in der Saison gefasst wurde, spielten im Mai 1999 lediglich vier Mannschaften ein verkürztes Turnier, aus dem Lefkothea Latsion als erster zyprischer Frauenfußball-Meister hervorging. Lefkothea war 2002 auch das erste Frauenfußballteam aus Zypern, das sich für die Champions League qualifizieren konnte. Rekordmeister und amtierender Sieger 2024 ist Apollon Limassol mit insgesamt 14 Titeln.

## Aktueller Modus
Die Anzahl der Mannschaften variiert von Jahr zu Jahr, da es keine zweite Liga in Zypern gibt und somit alle gemeldeten Vereine in einer Liga antreten; der Modus der Meisterschaft wurde daher bereits mehrfach verändert und angepasst. In der Saison 2023/24 besteht die Liga aus sechs Mannschaften, die jeweils viermal gegen jedes andere Team antreten. Der Meister qualifiziert sich für die Champions League, der Vizemeister qualifiziert sich für den Europa Cup.

## Teilnehmer 2023/24
| Verein                  | Stadt       |
| ----------------------- | ----------- |
| Apollon Limassol        | Limassol    |
| Aris Limassol           | Limassol    |
| Karmiotissa Chrysomilia | Chrysomilia |
| Lakatamia FC            | Lakatamia   |
| Lefkothea Latsion       | Latsia      |
| Omonia Nikosia          | Nikosia     |

## Bisherige Meister
| Saison  | Meister                                    |
| ------- | ------------------------------------------ |
| 1999    | Lefkothea Latsion (1.)                     |
| 1999/00 | AEK Kokkinohoria (1.)                      |
| 2000/01 | AEK Kokkinohoria (2.)                      |
| 2001/02 | Lefkothea Latsion (2.)                     |
| 2002/03 | PAOK Ledra (1.)                            |
| 2003/04 | PAOK Ledra (2.)                            |
| 2004/05 | AEK Kokkinohoria (3.)                      |
| 2005/06 | AEK Kokkinohoria (4.)                      |
| 2006/07 | AEK Kokkinohoria (5.)                      |
| 2007/08 | Vamos Idalion (1.)                         |
| 2008/09 | Apollon Limassol (1.)                      |
| 2009/10 | Apollon Limassol (2.)                      |
| 2010/11 | Apollon Limassol (3.)                      |
| 2011/12 | Apollon Limassol (4.)                      |
| 2012/13 | Apollon Limassol (5.)                      |
| 2013/14 | Apollon Limassol (6.)                      |
| 2014/15 | Apollon Limassol (7.)                      |
| 2015/16 | Apollon Limassol (8.)                      |
| 2016/17 | Apollon Limassol (9.)                      |
| 2017/18 | Barcelona FA (1.)                          |
| 2018/19 | Apollon Limassol (10.)                     |
| 2019/20 | abgebrochen aufgrund der COVID-19-Pandemie |
| 2020/21 | Apollon Limassol (11.)                     |
| 2021/22 | Apollon Limassol (12.)                     |
| 2022/23 | Apollon Limassol (13.)                     |
| 2023/24 | Apollon Limassol (14.)                     |

(Quelle:; in Klammer die Anzahl der Meistertitel)

### Statistik
| Anzahl | Verein            | Letzter Titel |
| ------ | ----------------- | ------------- |
| 14     | Apollon Limassol  | 2024          |
| 5      | AEK Kokkinohoria  | 2007          |
| 2      | PAOK Ledra        | 2004          |
| 2      | Lefkothea Latsion | 2002          |
| 1      | Barcelona FA      | 2018          |
| 1      | Vamos Idalion     | 2008          |